# Nik Prelec
Nik Prelec (né le 10 juin 2001) est un footballeur professionnel slovène qui joue comme attaquant.

## Biographie
Prelec commence sa carrière senior avec la Sampdoria de Serie A italienne,,,,. Avant la seconde moitié de saison 2021-2022, il est prêté à Olimpija Ljubljana en Slovénie. En juillet 2022, Prelec signe pour le club autrichien du WSG Tirol.
Le 31 janvier 2023, Prelec signe un contrat de trois ans et demi avec Cagliari en Italie. Le 1er juillet 2023, il revient au WSG Tirol pour un prêt d'une saison.
Le 12 juillet 2024, il prolonge son contrat à Cagliari jusqu'en 2027. Il est envoyé en prêt avec option d'achat à l'Austria Vienne dans la foulée,.